# Goh Kun
Goh Kun (kor. 고건, ur. 2 stycznia 1938 w Seulu) – polityk południowokoreański, szef rządu oraz p.o. prezydenta.
Pełnił kilka funkcji ministerialnych w okresie prezydentury Chun Doo-hwana (1980–1988); w latach 1988–1990 burmistrz Seulu, następnie gubernator prowincji Jeolla Południowa. W latach 1997–1998 był premierem. 1998–2002 ponownie był burmistrzem Seulu.
W 2003 po raz drugi objął stanowisko premiera. Po odsunięciu od władzy prezydenta Roh Moo-hyuna 12 marca 2004 Goh Kun tymczasowo pełnił obowiązki głowy państwa; 14 maja 2004 Trybunał Konstytucyjny przywrócił władzę prezydencką Roh Moo-hyunowi. Przekazując z powrotem obowiązki głowy państwa Goh Kun złożył również rezygnację z funkcji premiera, od 25 maja 2004 tymczasowo rządem kierował Lee Hun-jai (do końca czerwca 2004).